# Владимир Бут
Владимир Бут е бивш руски футболист, полузащитник. Най-известен като футболист на Борусия Дортмунд. Той е един от тримата руски играчи, печелили Шампионската лига. Има брат Витали, също футболист. От 2004 г. Владимир Бут притежава и немско гражданство.

## Кариера
Започва кариерата си в Черноморец Новороссийск, дебютирайки за първия тим на 15 години. През лятото на 1994 г. е повикан в младежкия отбор на Русия за европейското първенство за юноши в Ирландия. Там Владимир записва 2 асистенции срещу Германия и хеттрик срещу Швейцария. Благодарение на бляскавото му представяне, към футболист валят оферти. За подписа му се борят Фиорентина, Аякс, московските Спартак и Динамо. В края на годината Бут преминава в Борусия Дортмунд за 250 000 марки.
Първите 2 сезона Владимир играе за дублиращия тим на „жълто-черните“ и става шампион в два поредни сезона. Печели и наградата на „Кикер“ за футболист на сезона в младежката Бундеслига. За мъжкия тим дебютира в среща за Купата на Германия срещу Ватенщайн 04. През сезон 1996/97 изиграва 11 срещи за Борусия и два мача в Шампионската лига, която Борусия печелят същия сезон. На следващата година отборът изпада в криза и новият треньор Невио Скала решава да даде път на местни възпитаници. Той е първият треньор, който дава шанс на Владимир в стартовия състав.
През 1999 е повикан в националния отбор на Русия, но поради чести травми не успява да се закрепи в състава на Олег Романцев и записва едва 2 срещи. Макар да е считан за един от най-големите таланти на 90-те, Бут не се реализира напълно в Борусия Дортмунд, като причина са честите посещения на нощни клубове. През 2000 г. е поставен в трансферната листа поради разногласия с треньора Матиас Замер. Интерес към Бут проявяват Вердер (Бремен), но сделката пропада, тъй като двата клуба не успяват да се договорят за трансферната сума.
В последния ден на трансферния прозорец Бут е продаден на Фрайбург за 800 000 марки. Помага на отбора да се класира за Купата на УЕФА, а в един от първите си мачове за клуба отбелязва 2 попадения срещу Байерн Мюнхен. В следващия сезон обаче Фрайбург изпадат, неуспявайки да се справят с натоварването от европейските клубни турнири. След като поиграва известно време във Втора Бундеслига, Бут напуска Фрайбург, след като клубът орязва заплатите на играчите. Халфът е привлечен в Хановер 96 от треньора Ралф Рагник. Записва мачове в първите няколко кръга, но след уволнението на Рагник не получава шанс за изява. За 2 сезона изиграва само 4 срещи.
През лятото на 2005 г. изкарва проби в Болтън, но англичаните блокират трансфера, тъй като бащата на Владимир е бил свързан с мафията. Бут доиграва годината в Шинник Ярославъл.
След двугодишна пауза халфът се завръща във футбола, обличайки екипа на родния си Черноморец Новороссийск в Руска Първа Дивизия. След сезон в Черноморец подписва договор с гръцкия Левадикос, но броени дни след това преминава в ОФИ Крит. Записва 3 мача за ОФИ, след което разтрогва по взаимно съгласие.